# Galerie Het Kapelhuis
Galerie Het Kapelhuis (1960-1992) was een Nederlandse galerie in Amersfoort, geleid door Margje Blitterswijk (1918-2013) en Hyke Koopmans (1924-2010). De galerie presenteerde onder meer wandkleden, batik, keramiek, tassen en werk van hedendaagse sieraadontwerpers.
Vanaf 1968 was Maria van Kesteren als beleidsadviseur betrokken bij de galerie.
De galerie ontving in 1985 een onderscheiding van de Stichting Françoise van den Bosch voor de bevordering van de belangstelling voor het hedendaagse sieraad.
In de galerie werden exposities gemaakt met werk van sieraadontwerpers en edelsmeden als Gijs Bakker, Nicolaas van Beek, Françoise van den Bosch, Jo Citroen, Archibald Dumbar, Joke Gallmann, Marion Herbst, Emmy van Leersum, Riet Neerincx, Anneke Schat, Robert Smit en Chris Steenbergen. De galerie heeft zodoende bijgedragen aan de ontwikkeling en de erkenning van het vak sieraadontwerper.

## Tentoonstellingen (selectie)
- 1967 - Sieraad 67
- 1969 - Sieraad 69
- 1972 - Aluminium Objekten
- 1975 - Sieraad 1975, 4e Manifestatie van Nederlandse edelsmeden en sieraadontwerpers in Amersfoort
- 1987 - Object als onderscheiding